# Ingemar Svensson (museiman)
Hans Sigfrid Ingemar Svensson, född 4 april 1936 i Bäckaby församling, Jönköpings län, död 8 september 2006 i Gävle, var en svensk museiman.
Svensson, som var son till hemmansägare Sigfrid Svensson och kantor Anna Karlsson, blev filosofie licentiat vid Lunds universitet 1969. Han var amanuens och antikvarie vid Gävle museum 1962–1969 samt intendent där och landsantikvarie i Gävleborgs län 1969–1993. Han skrev Hälsingemålningar (tillsammans med Hilding Mickelsson 1968), Hälsingland (medarbetare, 1974), Hus i trä (tillsammans med Gunnar Hedborg 1975), Friargåvor och annat grant (tillsammans med Hilding Mickelsson 1977) och Nordens tempel i Karsjö (1991).